# 電話加入区域
電話加入区域（でんわかにゅうくいき、英: Local Area、LA）は、固定電話の加入申し込みを受け付ける区域である。1972年以前は、市内通話の範囲と一致しており、個別の市外局番が対応していた。

## 加入区域区分
加入電話の普及の初期には、加入可能な地域が限られていた。そのため、割増料金で電話を設置できる特別加入区域・電話区域外加入制度が設けられた。
1977年までに電話取扱所から半径5kmに、1982年までに7kmに、1985年までにおおむね10世帯程度以上まとまっている集落・離島振興法に指定されている離島すべてに普通加入区域が拡大され、割増料金も解消された。

## 加入区域内の電話網構成
複数の電話取扱所がある自動電話交換機区域では、次のような構成が行われる場合がある。
- 市内タンデム交換機 - 市外通話の中継・従局相互間の中継を行うもの。
- 従属交換機 - 加入者を直接収容するもの。

ステップバイステップ電話交換機では、着信番号によりタンデム交換機を選択する着信タンデム接続しか行えなかったが、クロスバー交換機以降は従属交換機相互間直通回線・発信タンデム接続が可能となり、電話回線の有効利用・迂回中継が行われるようになった。